# Arquidiócesis de Grouard-McLennan
La arquidiócesis de Grouard-McLennan (en latín: Archidioecesis Gruarden(sis)-McLennanpolitana y en inglés: Roman Catholic Archdiocese of Grouard–McLennan) es una circunscripción eclesiástica latina de la Iglesia católica en Canadá, sede metropolitana de la provincia eclesiástica de Grouard-McLennan. La arquidiócesis tiene al arzobispo Gerard Pettipas, C.SS.R. como su ordinario desde el 30 de noviembre de 2006. 

## Territorio y organización
La arquidiócesis tiene 224 596 km² y extiende su jurisdicción sobre los fieles católicos de rito latino residentes en la parte noroccidental de la provincia de Alberta.
La sede de la arquidiócesis se encuentra en la ciudad de Grande Prairie, pero en McLennan se halla la Catedral de San Juan Bautista.
En 2019 en la arquidiócesis existían 36 parroquias agrupadas en 5 decanatos: Girouxville, Peace River, Grande Prairie, Slave Lake y High Level.
La arquidiócesis tiene como sufragáneas a las diócesis de: Mackenzie-Fort Smith y Whitehorse.

## Historia
El vicariato apostólico del Río Mackenzie fue erigido el 13 de mayo de 1862, obteniendo su territorio de la diócesis de Saint-Boniface (hoy arquidiócesis de Saint-Boniface). Henri Joseph Faraud fue nombrado primer vicario de los Misioneros Oblatos de María Inmaculada. En el breve de nombramiento el vicariato apostólico es llamado "Athabaska-Mackenzie", nombre que se impuso en documentos oficiales posteriores.
El 3 de julio de 1901 se escindió, dando lugar a los vicariatos apostólicos de Athabaska y Mackenzie. La actual diócesis de Mackenzie-Fort Smith deriva de este último, mientras que el primero tomó el nombre de vicariato apostólico de Grouard el 15 de marzo de 1927 debido al breve Quae ad rei del papa Pío XI, que también establecía una variación de los límites entre los dos vicariatos apostólicos.
El 14 de enero de 1944 cedió algunas porciones de territorio para la erección de los vicariatos apostólicos de Whitehorse (hoy diócesis de Whitehorse) y de Prince Rupert (hoy diócesis de Prince George) mediante la bula Impensum quo del papa Pío XII.
La ciudad de Grouard, que tomó su nombre del vicario apostólico Pierre-Emile-Jean-Baptiste-Marie Grouard el 27 de septiembre de 1909, era una comunidad próspera de aproximadamente 1200 personas. Esto cambió cuando Edmonton, Dunvegan y British Columbia Railway construyó su nueva línea ferroviaria al sur del Pequeño Lago de los Esclavos en lugar de pasar por Grouard, que estaba en la costa norte del lago. La mayoría de la población de Grouard se mudó a High Prairie, la ciudad recién establecida en el ferrocarril, por lo que en 1946 el obispo Ubald Langlois transfirió la sede del vicariato apostólico desde Grouard a McLennan, y la catedral en 1947.
El 13 de julio de 1967, como resultado de la bula Adsiduo perducti del papa Pablo VI, el vicariato apostólico de Grouard fue elevado al rango de arquidiócesis metropolitana y tomó su nombre actual.
Desde junio de 2014 la sede de la arquidiócesis se encuentra en Grande Prairie.
El 25 de enero de 2016 la arquidiócesis pasó de la jurisdicción de la Congregación para la Evangelización de los Pueblos a la jurisdicción de la Congregación para los Obispos.

## Estadísticas
De acuerdo al Anuario Pontificio 2020 la arquidiócesis tenía a fines de 2019 un total de 67 617 fieles bautizados.
| Año                                                                             | Población            | Población | Población      | Sacerdotes | Sacerdotes    | Sacerdotes    | Bautizados por sacerdote | Diáconos permanentes | Religiosos | Religiosos | Parroquias |
| Año                                                                             | Bautizados católicos | Total     | % de católicos | Total      | Clero secular | Clero regular | Bautizados por sacerdote | Diáconos permanentes | Varones    | Mujeres    | Parroquias |
| ------------------------------------------------------------------------------- | -------------------- | --------- | -------------- | ---------- | ------------- | ------------- | ------------------------ | -------------------- | ---------- | ---------- | ---------- |
| 1950                                                                            | 24 673               | 50 000    | 49.3           | 70         | 8             | 62            | 352                      |                      | 97         | 222        | 35         |
| 1966                                                                            | 30 194               | 76 884    | 39.3           | 75         | 12            | 63            | 402                      |                      | 91         | 223        | 41         |
| 1968                                                                            | 32 983               | 88 344    | 37.3           | 64         | 7             | 57            | 515                      |                      | 74         | 205        | 39         |
| 1976                                                                            | 30 000               | 88 000    | 34.1           | 48         | 4             | 44            | 625                      |                      | 52         | 100        | 41         |
| 1980                                                                            | 30 900               | 96 700    | 32.0           | 49         | 5             | 44            | 630                      |                      | 54         | 81         | 42         |
| 1990                                                                            | 35 900               | 97 700    | 36.7           | 31         | 3             | 28            | 1158                     | 1                    | 31         | 52         | 62         |
| 1999                                                                            | 44 397               | 123 155   | 36.0           | 21         | 5             | 16            | 2114                     | 1                    | 17         | 25         | 29         |
| 2000                                                                            | 42 675               | 108 926   | 39.2           | 24         | 6             | 18            | 1778                     | 1                    | 18         | 23         | 69         |
| 2001                                                                            | 43 264               | 116 530   | 37.1           | 20         | 4             | 16            | 2163                     | 2                    | 16         | 20         | 67         |
| 2002                                                                            | 43 608               | 116 530   | 37.4           | 23         | 2             | 21            | 1896                     | 2                    | 21         | 19         | 67         |
| 2003                                                                            | 43 686               | 112 019   | 39.0           | 25         | 5             | 20            | 1747                     | 2                    | 20         | 22         | 67         |
| 2004                                                                            | 44 470               | 114 760   | 38.8           | 25         | 7             | 18            | 1778                     | 1                    | 18         | 19         | 68         |
| 2006                                                                            | 47 899               | 112 986   | 42.4           | 25         | 7             | 18            | 1915                     | 2                    | 21         | 25         | 67         |
| 2013                                                                            | 55 152               | 145 811   | 37.8           | 25         | 17            | 8             | 2206                     | 2                    | 8          | 12         | 33         |
| 2016                                                                            | 62 341               | 165 330   | 37.7           | 29         | 19            | 10            | 2149                     | 2                    | 11         | 9          | 35         |
| 2019                                                                            | 67 617               | 176 398   | 38.3           | 30         | 13            | 17            | 2253                     | 2                    | 17         | 4          | 36         |
| Fuente: Catholic-Hierarchy, que a su vez toma los datos del Anuario Pontificio. |                      |           |                |            |               |               |                          |                      |            |            |            |

## Episcopologio
- Henri Joseph Faraud, O.M.I. † (16 de mayo[10] de 1862-26 de septiembre de 1890 falleció)
- Pierre-Emile-Jean-Baptiste-Marie Grouard, O.M.I. † (18 de octubre de 1890-18 de abril de 1929 renunció[11])
- Joseph-Wilfrid Guy, O.M.I. † (19 de diciembre de 1929-2 de junio de 1937 nombrado obispo de Gravelbourg)
- Ubald Langlois, O.M.I. † (30 de marzo de 1938-18 de septiembre de 1953 falleció)
- Henri Routhier, O.M.I. † (18 de septiembre de 1953 por sucesión-21 de noviembre de 1972 renunció)
- Henri Légaré, O.M.I. † (21 de noviembre de 1972-16 de julio de 1996 renunció)
- Henri Goudreault, O.M.I. † (16 de julio de 1996-23 de julio de 1998 falleció)
- Arthé Guimond † (9 de junio de 2000-30 de noviembre de 2006 retirado)
- Gerard Pettipas, C.SS.R., desde el 30 de noviembre de 2006